# Музей Марии Склодовской-Кюри
Музей Марии Склодовской-Кюри (пол. Muzeum Marii Skłodowskiej-Curie) — музей в Варшаве (Польша), посвящённый жизни и работе польской обладательницы двух Нобелевских премий Марии Склодовской-Кюри (1867—1934). Музей, спонсируемый Польским химическим обществом, единственный музей, посвящённый первооткрывателю полония и радия.
Музей расположен по адресу улица Фрета, 5 (пол. Freta 5) в варшавском районе «Новый город» (известном с XV века).

## История
Музей Марии Склодовской-Кюри был основан в 1967 году Польским химическим обществом к столетию со дня рождения знаменитого физика-химика. В церемонии открытия музея принимали участие младшая дочь и биограф Склодовской-Кюри Ева Кюри с мужем, американским политиком и дипломатом Генри Ричардсоном Лабуасс-младшим, и 9 нобелевских лауреатов.
Мария Склодовская-Кюри родилась в здании постройки XVIII века, неоднократно перестраиваемого по адресу Фрета 16. После смерти учёного в 1934 году на дом была прикреплена памятная доска, посвящённая ей. В результате Варшавского восстания 1944 года здание попало наряду с другими многочисленными сооружениями Варшавы в нацистский план по уничтожению, но доска осталась целой и была возвращена на вновь воссозданный дом после Второй мировой войны. С декабря 2014 года музей переехал и находится по адресу Фрета 5.

## Коллекция
Коллекция музея носит биографический характер с постоянной экспозицией и с периодическими специализированными выставками. В собраниях представлены фотографии, письма, документы, личные вещи учёного, научные записи Марии и её мужа Пьера Кюри и другие свидетельства её жизни и работы, фильмы на польском, английском и французском языках.
Особое внимание уделено работе Марии Склодовской-Кюри во Франции и её участию в научных организациях, а также основанию в Париже и Варшаве Институтов Радия.